# Rio Cubatãozinho
O Rio Cubatãozinho é um rio do estado do Paraná, no sul do Brasil. Fica localizado no Litoral Sul deste estado.
O rio nasce na Serra das Canavieiras entre Guaratuba e Morretes. Tem um curso de cerca de 60 km, sendo navegável por canoas até Porto Limeira. Tem como afluentes o Ribeirão da Prata, Rio dos Henriques, Guarajuva, Canavieiras, Parado, Furta Maré e Rasgado.